# Phlyctobythocythere
Phlyctobythocythere is een geslacht van kreeftachtigen uit de klasse van de Ostracoda (mosselkreeftjes).

## Soort
- Phlyctobythocythere anomala Bonaduce, Masoli & Pugliese, 1976